# Trichosilia
Trichosilia từng là một chi bướm đêm thuộc họ Noctuidae, hiện tại nó được coi là một phân chi của Feltia.

## Former Species
- Trichosilia acarnea (Smith, 1905)